# Distretto di Jhajjar
Il distretto di Jhajjar è un distretto dell'Haryana, in India, di 887 392 abitanti. È situato nella divisione di Rohtak e il suo capoluogo è Jhajjar.